# Ryska presidentens överstyrelse för särskilda program
Ryska presidentens överstyrelse för särskilda program (Главное управление специальных программ Президента Российской Федерации) är en rysk militär myndighet med ansvar för mobiliseringsförberedelser och mobilisering.

## Uppdrag
- Rapportera till presidenten om Ryska federationens mobiliseringsberedskap.
- Framlägga lagförslag inom sitt ansvarsområde.
- Utfärda förordningar och kungörelser inom ramen för sitt ansvarsområde.
- Utveckla åtgärder som gör att de myndigheter som lyder direkt under presidenten kan fortsätta sin verksamhet under krigstida förhållanden.
- Utarbeta mobiliseringsplaner för de myndigheter som lyder direkt under presidenten.
- Metodiskt understöd för statliga och andra offentliga myndigheters mobiliseringsförberedelser och mobilisering.
- Alarmeringssystemens metodiska och tekniska beredskap.
- Anlägga och underhålla krigstida grupperingsplatser.
- Genomföra förberedelser för statliga myndigheters krigstida gruppering.
- Krigsplacering av personal verksam under krigstida förhållanden i de centrala statliga och konstitutionella organen.